# Damiano Damiani
Pour les articles homonymes, voir Damiani.
Damiano Damiani, né à Pasiano di Pordenone le 23 juillet 1922 et mort à Rome le 7 mars 2013, est un écrivain, un scénariste, un acteur et un réalisateur italien de cinéma.
Il est classé parmi les grands réalisateurs du cinéma italien qui ont affronté les problèmes sociaux sans y introduire des filtres intermédiaires donnant des visions ouatées ou oniriques.

## Biographie
Damiano Damiani est né près d'Udine, dans le Frioul. Il découvre le cinéma dès son plus jeune âge, mais c'est à 14 ans, en voyant New York-Miami de Frank Capra, qu'il comprend que derrière les images, il y a un message, une vision du monde, une philosophie… Néanmoins, il poursuit d'abord des études de décorateur à l'Académie des beaux-arts de Milan. C'est par ce biais, qu'en 1946, il accède au cinéma. D'abord, il réalise des documentaires (une douzaine, entre 1946 et 1956) et participe à l'écriture de plusieurs scénario dont La Chronique des pauvres amants de Carlo Lizzani.
Il dirige son premier film à 37 ans : Jeux précoces, en 1959.
Il a, entre autres, dirigé Franco Nero et Claudia Cardinale pour son film sur la mafia : La Mafia fait la loi (1967) et pour lequel elle obtient le prix David di Donatello de la Meilleure actrice principale.

## Filmographie

### Comme scénariste
- 1953 : Piovuto dal cielo de Leonardo De Mitri
- 1954 : La Chronique des pauvres amants (Cronache di poveri amanti) de Carlo Lizzani
- 1957 : Les Mystères de Paris (I misteri di Parigi) de Fernando Cerchio et Giorgio Rivalta
- 1958 : La venere di cheronea de Fernando Cerchio et Viktor Tourjanski
- 1958 : Le Roi cruel (Erode il grande) d'Arnaldo Genoino
- 1959 : Les Bateliers de la Volga (I batellieri del Volga) d'Arnaldo Genoino
- 1959 : L'inferno addosso de Gianni Vernuccio
- 1960 : Les Cosaques (I cosacchi) de Viktor Tourjanski et Giorgio Rivalta
- 1961 : La Vallée des pharaons (Il sepolcro del re) de Fernando Cerchio

### Comme réalisateur

#### Cinéma
- 1959 : Jeux précoces (Il rossetto)
- 1960 : Il sicario
- 1962 : L'Île des amours interdites (L'isola di Arturo) Grand Prix au Festival de San Sebastian
- 1962 : Les Femmes des autres (La rimpatriata)
- 1963 : L'Ennui et sa diversion, l'érotisme (La noia)
- 1964 : La strega in amore
- 1966 : El Chuncho (Quien Sabe?)
- 1967 : La Mafia fait la loi (Il giorno della civetta)
- 1968 : Una ragazza piuttosto complicata
- 1970 : Seule contre la mafia (La moglie più bella)
- 1971 : Confession d'un commissaire de police au procureur de la république (Confessioni di un commissario di polizia al procuratore della repubblica)
- 1971 : Nous sommes tous en liberté provisoire (L'istruttoria è chiusa dimentichi)
- 1972 : Girolimoni, il mostro di Roma
- 1973 : Il sorriso del grande tentatore
- 1974 : Perché si uccide un magistrato
- 1975 : Un génie, deux associés, une cloche (Un genio, due compari, un pollo)
- 1977 : Un juge en danger (Io ho paura)
- 1978 : Goodbye et Amen (Goodbye e Amen)
- 1979 : Un uomo in ginocchio
- 1980 : L'avvertimento
- 1982 : Amityville 2 : Le Possédé
- 1985 : Pizza Connection
- 1986 : L'Enquête (L'inchiesta)
- 1989 : Il sole buio
- 1989 : Le Roi blessé (Gioco al massacro)
- 1992 : L'angelo con la pistola
- 2000 : Alex l'ariete
- 2002 : Assassini dei giorni di festa

#### Télévision
- 1984 : La Mafia (La piovra) — série télévisée avec François Périer
- 1988 : Un train pour Petrograd — téléfilm
- 1995 : L'Enfant tombée du ciel (it) (Una bambina di troppo) — téléfilm

### Comme acteur
- 1973 : L'Affaire Matteotti (Il Delitto Matteotti) de Florestano Vancini
- 1974 : Perché si uccide un magistrato

## Distinctions
- 1962 : Coquille d'or pour L’isola di Arturo
- 1968 : Nomination à l'Ours d'or à la Berlinale pour Il Giorno della civetta
- 1971 : médaille d'or au Festival international du film de Moscou pour la Confessione di un commissario di polizia al procuratore della repubblica
- 1985 : Nomination à l'Ours d'or à la Berlinale pour Pizza Connection
- 1986 : prix David di Donatello pour L'Inchiesta